# Face My Fears
Face My Fears是日本创作歌手宇多田光与美国唱片騎師史奇雷克斯合作的歌曲，作为史克威尔艾尼克斯电子游戏《王国之心III》的主题曲。歌曲于2019年1月18日由日本索尼音樂娛樂旗下的日本史诗唱片同時作實體與數位发行，為宇多田自2008年的Prisoner Of Love以來再次以實體形式發行的單曲。宇多田跟史奇雷克斯以及音樂製作人便便熊一起創作兼製作歌曲，歌曲的主要風格為電子舞曲跟未來貝斯，並分為日語版跟英語版兩版本，皆以「跟自己的恐懼作鬥爭」作為主題創作。
歌曲的音樂錄影帶由利亞姆·安德伍德負責編輯，全篇均以遊戲《王國之心III》的畫面構成，截至2022年5月已錄得超過2,000萬次播放量。2022年1月19日，宇多田在預先錄影的付費串流演唱會「Hikaru Utada Live Sessions from Air Studios」上現場表演歌曲。她其後亦在同年4月16日登上美國互外大型演出「科切拉音樂節」上以串曲形式演唱了Face My Fears等作品。
Face My Fears於發行前後獲得樂評家的正面評價，包括讚賞宇多田跟史奇雷克斯合作間所產生的化學作用，以及認為至今的流行樂概念不足以形容歌曲。歌曲發行後獲得商業成功，包括打進美國《告示牌》百強單曲榜第98位，使宇多田成為史上第九位打進該榜的日裔歌手。

## 背景與發展
2016年，宇多田光為史克威尔艾尼克斯电子游戏《王国之心III》創作主題曲誓言（及其英語版Don't Think Twice）後，便邀請美國唱片騎師史奇雷克斯為歌曲製作重混版本。由於二人曾在金屬音樂節碰面時各自表示為對方的歌迷，而史奇雷克斯更是從小到大的《王國之心系列》狂熱愛好者，因此促成這次合作。但由於史奇雷克斯認為歌曲的爵士旋律難以重新混音成舞曲風格，因此製作進度陷入膠著。
翌年，史奇雷克斯跟另一位音樂製作人便便熊在倫敦共同創作一些流行歌曲時，發現當時宇多田剛好同樣身處倫敦，並以簡訊跟她互通消息。史奇雷克斯邀請她到錄音室來一起創作新曲，其後三人在一小時內便寫出Face My Fears，以取代原本的誓言重混版。有別於宇多田過往的製作過程，這次她決定在此曲的製作上交由合作的對象作主導，並從他們的製作方法獲得不同的體驗。
2018年9月28日，官方公開新單曲Face My Fears作為《王国之心III》開場曲的發行消息，打破以往使用遊戲的結尾曲重混版擔任開場曲的慣例。歌曲分為日語版跟英語版，分別為遊戲的日本地區開場曲以及全球地區開場曲。12月10日，歌曲的試聽片段透過遊戲的開場預告公開，而由遊戲總監兼角色設計師野村哲也設計的單曲封面亦同時公開。

## 詞曲
Face My Fears的主要風格為電子舞曲跟未來貝斯，歌曲以升c小調創作，每分鐘達160拍，全長3分42秒。歌曲的特徵為將宇多田憂鬱的聲樂，以及史奇雷克斯具攻擊性的合成器聲與節拍的Brostep聲音結合一起。《告示牌》的凱特·本形容歌曲「以沉思般的抒情樂開始，其後則進入喧鬧的節拍跟史奇雷克斯的標誌性聲樂分割」。歌曲開首的部分將悲傷的真實鋼琴旋律、壓抑的音數，以及宇多田的歌聲相互交織。歌曲其後漸漸展現出史奇雷克斯鋒銳而細緻的編程，並進入在極簡的節拍上配以充滿個人風格的Brostep聲音的Drop部分，以及充滿電子舞曲風格的副歌部分。歌曲的橋段部分帶有宛如戰鬥前匆忙地最後祈禱的感覺，並被認為呼應Passion的倒轉歌詞特色。歌曲亦以與Passion相同的音調創作，並使用跟《王國之心系列》主頁面中重複播放的主題曲相同的和弦。Face My Fears的主題為「跟自己的恐懼作鬥爭」，並將「希望有如初次行走般」的意志深刻地刻劃出來。在歌曲的日語版中，宇多田唱出「想要快點遇到，我所不知道的我」的歌詞，而英語版則唱出「Won't be long, won't be long, I'm almost here, 
Watch me cry all my tears」的歌詞。

## 發行
Face My Fears於2019年1月18日（宇多田光的36歲生日前夕）由日本索尼音樂娛樂旗下的日本史詩唱片發行。單曲同時收錄《王國之心III》的全球地區及日本地區的開場曲跟結尾曲，包括Face My Fears的日語版及英語版、誓言跟Don't Think Twice。單曲同時於全球地區以線上下載跟串流媒體形式上架，並在日本發行CD單曲，為宇多田自2008年的Prisoner Of Love再次以同樣形式發行的單曲，而台灣地區則於同年1月22日由台灣索尼音樂娛樂發行CD單曲。單曲的12英吋單曲版於同年3月6日在日本發行，而美國地區則在3月29日由索尼名作發行。

## 專業評價
《Rockin'On》的杉浦美惠讚賞Face My Fears是一首無法以至今的流行樂概念所形容的歌曲，她亦指從歌曲中看到能夠忘記現實的優美景色，並仿如親臨角色扮演遊戲世界的感覺。OK Music的編輯讚賞宇多田與史奇雷克斯之間產生的化學作用使歌曲成為走在最前端的合作，並指宇多田在經歷停止活動、母親去世跟懷孕生產等人生不同大事後，直到當下仍然繼續不斷進步。
音樂製作人蔦谷好位置指2019年間與海外歌手跟製作人合作的日本人不少，而Face My Fears則是其中的出色作品之一。他亦讚賞宇多田的聲樂展現出史奇雷克斯強力的聲音編程的嶄新一面，使人難以抵抗。NHK電台中心的首席製作人原田悦志形容宇多田在歌曲中通過以日語跟英語歌唱的方式打開通向世界的大門，並讚賞她優雅而情感滿溢的聲樂配上日語的特殊結構方式成為歌曲於海外獲得成功的因素。他亦表示從歌曲中能夠看出宇多田作為卓越歌手，跟全世界的年輕人才一起開拓2020年代音樂領域的畫面。

## 商业表现
在日本，Face My Fears於發行首週以12,732張實體銷量空降Oricon公信榜單曲排行榜第6位。單曲亦最高登上下載排行榜第2位、串流排行榜第15位，以及合算排行榜第3位。單曲亦最高登上日本《告示牌》熱門100金曲榜第3位、最佳單曲銷售榜第5位、下載排行榜第2位，以及串流排行榜第6位。
在美國地區，單曲發行後以約10,000首下載量及250萬次串流播放量的成績空降《告示牌》百強單曲榜第98位，成為史上第九位打進該榜的日裔歌手，而上一次則為2016年憑著Pen-Pineapple-Apple-Pen打進該榜的Pico太郎。單曲亦同時打進舞曲／電音數位單曲榜第2位、舞曲／電音歌曲榜第9位、數位歌曲榜第18位，以及世界單曲暢銷榜第1位。
在其他地區，Face My Fears發行後最高登上法國下載榜第52位、紐西蘭熱門單曲榜第24位、蘇格蘭單曲榜第31位，以及英國單曲下載榜第30位。

## 重混版本

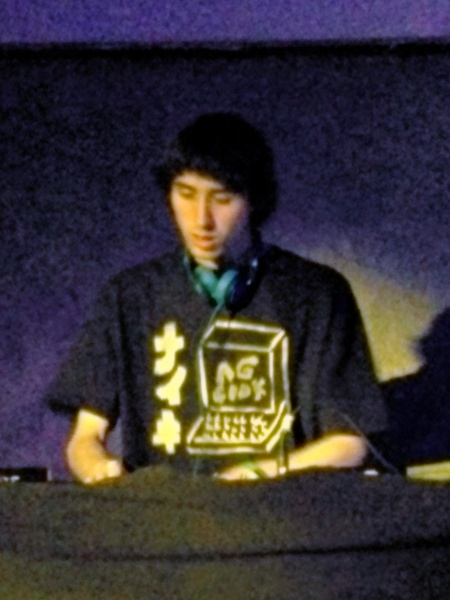
英國音樂製作人A·G·庫克（圖）重新混音了

2022年，宇多田光推出Face My Fears的官方重混版本，並作為附贈曲收錄在雙語專輯《BAD MODE》的最後曲目。歌曲由英國音樂製作人A·G·庫克重新混音，而庫克亦跟宇多田共同監製One Last Kiss跟為你著迷兩首《BAD MODE》收錄單曲。重混版的音樂錄影帶在同年2月10日於YouTube以首播形式公開，以慶祝於同日發售的《王國之心》系列雲端版的遊戲作品。錄影帶由真搖滾設計的影像團隊負責製作，配合歌曲重新呈現《王國之心》系列的名場景。

## 音樂錄影帶
Face My Fears的音樂錄影帶在2019年2月1日於史奇雷克斯的官方YouTube頻道公開。錄影帶由利亞姆·安德伍德負責編輯，全篇均以遊戲《王國之心III》的畫面構成，並出現索拉、唐老鴨、米老鼠、米高·華素基等不同角色。錄影帶公開5天後迅速突破500萬次播放量。截至2022年5月，錄影帶的播放量已經突破2,000萬次。

## 現場表演
2022年1月19日，宇多田光在預先錄影的串流演唱會「Hikaru Utada Live Sessions from Air Studios」演唱了Face My Fears的英語版，並改以使用鋼琴作為主要伴奏的樂器。她亦在該場表演上演唱了同曲的日語版，但片段僅收錄在專輯《BAD MODE》初回生產限定盤附送的DVD與藍光影碟。同年4月16日，宇多田登上美國互外大型演出「科切拉音樂節」，並在其中一節表演以串曲形式演唱了Face My Fears的英語版在內等四首歌曲。

## 曲目列表
| CD 線上下載 串流媒體 12英吋單曲 | CD 線上下載 串流媒體 12英吋單曲 | CD 線上下載 串流媒體 12英吋單曲 |
| 曲序                            | 曲目                            | 时长                            |
| ------------------------------- | ------------------------------- | ------------------------------- |
| 1.                              | Face My Fears（日文版）         | 3:42                            |
| 2.                              | 誓言                            | 4:34                            |
| 3.                              | Face My Fears（英文版）         | 3:42                            |
| 4.                              | Don't Think Twice               | 4:34                            |
| 总时长：                        | 总时长：                        | 16:31                           |

備註
- 在部分版本中，Face My Fears的英語版跟Don't Think Twice分別為第一跟第二曲序[46]

## 製作名單
資料來自單曲Face My Fears的內頁。

| Face My Fears（日語版／英語版） - 宇多田光 – 詞曲創作、全聲樂、製作、附加編程 - 史奇雷克斯 – 詞曲創作、製作、編程、混音 - 杰森·“便便熊”·鲍伊德 – 詞曲創作、製作 - 勞本·詹姆斯 – 原聲鋼琴 - 喬迪·米林納 – 合成低音結他 - 克里斯·戴夫 – 打擊樂器 - 湯姆·諾里斯 – 混音、附加編程 - 小森雅仁 – 聲樂錄製（於大都會錄音室） - 史特夫·菲茲莫賴奇 – 附加樂器錄製（於RAK錄音室） | 誓言／Don't Think Twice - 宇多田光 – 詞曲創作、全聲樂、製作、編程、弦樂編排 - 史特夫·菲茲莫賴奇 – 錄製（於Air錄音室及RAK錄音室）、混音（於皮爾斯之房）、附加鼓編程 - 達倫·海利斯 – 附加工程、附加鼓編程 - 小森雅仁 – 聲樂錄製（於大都會錄音室） - 克里斯·戴夫 – 鼓 - 喬迪·米林納 – 電貝斯 - 班·帕克 – 結他氣氛 - 西門·海爾 – 原聲鋼琴、指揮、弦樂編排 - 佩里·蒙塔格-梅森 – 首席小提琴 |

## 榜单表现
| 週榜单（2019年）                       | 最高 位置 |
| -------------------------------------- | --------- |
| 法国（法國唱片出版業公會下载榜）       | 52        |
| 日本（Oricon單曲排行榜）               | 6         |
| 日本（Oricon單曲下載排行榜）           | 2         |
| 日本（Oricon單曲串流排行榜）           | 15        |
| 日本（Oricon單曲合算排行榜）           | 3         |
| 日本（《告示牌》熱門100金曲榜）        | 3         |
| 日本（《告示牌》最佳單曲銷售榜）       | 5         |
| 日本（《告示牌》歌曲下載排行榜）       | 2         |
| 日本（《告示牌》歌曲串流排行榜）       | 6         |
| 新西兰（新西兰唱片音乐协会热门单曲榜） | 24        |
| 蘇格蘭（官方榜单公司單曲榜）           | 31        |
| 英国（官方榜单公司单曲下载榜）         | 30        |
| 美国（《告示牌》百大單曲榜）           | 98        |
| 美国（《告示牌》舞曲／電音數位單曲榜） | 2         |
| 美国（《告示牌》舞曲／電音歌曲榜）     | 9         |
| 美国（《告示牌》數位歌曲榜）           | 18        |
| 美国（《告示牌》世界單曲暢銷榜）       | 1         |
| 台灣（HITO日亞排行榜）                 | 1         |

| 年榜單（2019年）                   | 位置 |
| ---------------------------------- | ---- |
| 日本（《告示牌》歌曲下載排行榜）   | 63   |
| 日本（Oricon單曲下載排行榜）       | 86   |
| 美國（《告示牌》舞曲／電音歌曲榜） | 49   |

## 发行历史
| 地区 | 日期          | 格式              | 厂牌                                         | 來源   |
| ---- | ------------- | ----------------- | -------------------------------------------- | ------ |
| 多地 | 2019年1月18日 | 線上下載 串流媒體 | 日本索尼音樂娛樂 日本史诗唱片                | [ 17 ] |
| 日本 | 2019年1月18日 | CD單曲            | 日本索尼音樂娛樂 日本史诗唱片                | [ 52 ] |
| 台灣 | 2019年1月22日 | CD單曲            | 台灣索尼音樂娛樂                             | [ 18 ] |
| 日本 | 2019年3月6日  | 12英吋單曲        | 日本索尼音樂娛樂 日本史诗唱片                | [ 19 ] |
| 美國 | 2019年3月29日 | 12英吋單曲        | 索尼音樂娛樂 史詩唱片 索尼名作 （ 英语 ： Sony Masterworks） | [ 20 ] |